# Słupiec (Nowa Ruda)

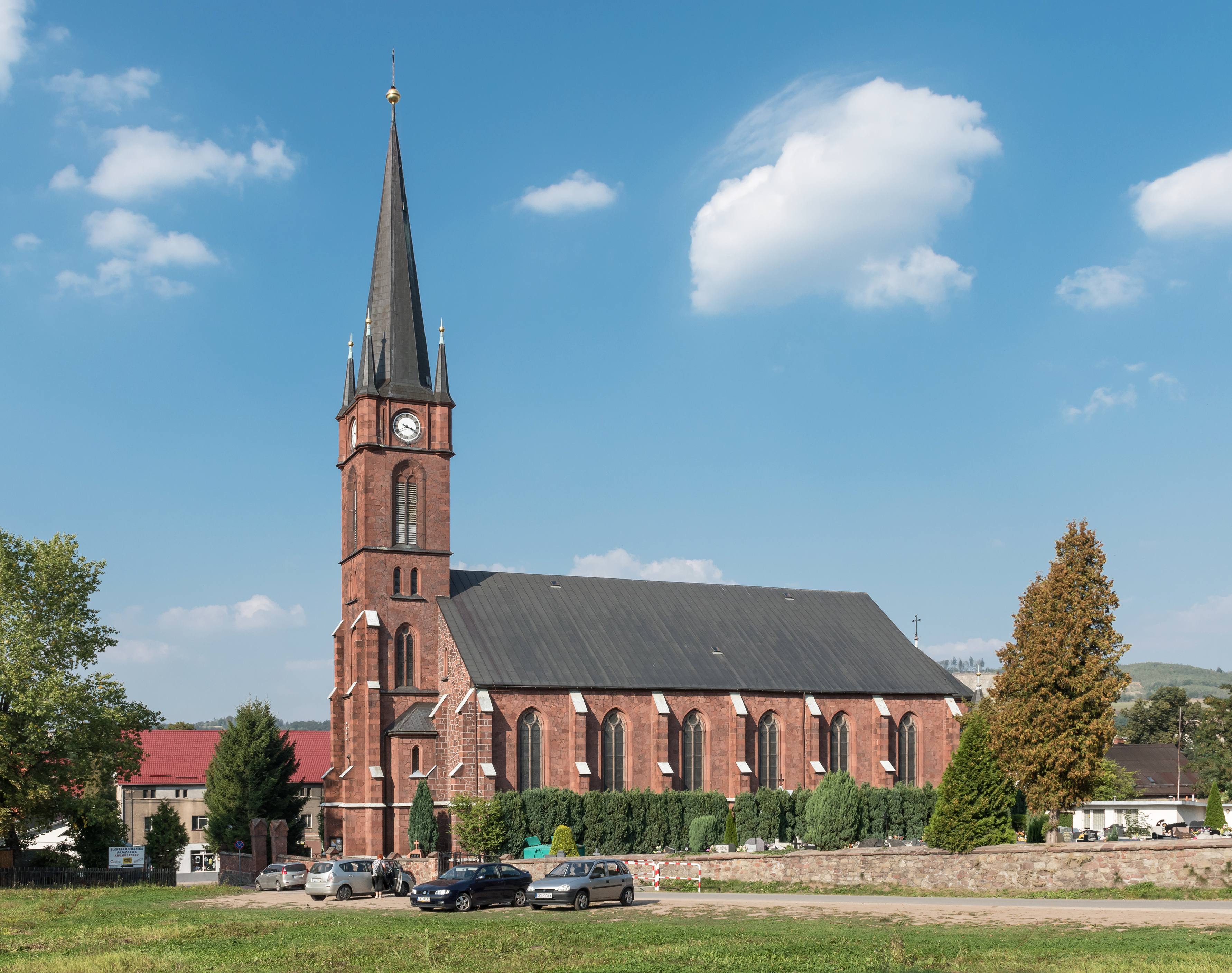
Pfarrkirche St. Katharina

Słupiec (deutsch Schlegel) ist ein Stadtteil der Stadtgemeinde Nowa Ruda (Neurode) im Powiat Kłodzki der Woiwodschaft Niederschlesien in Polen.

## Geographie
Słupiec liegt fünf Kilometer südöstlich des Stadtzentrums von Nowa Ruda am östlichen Fuß des 648 m hohen Allerheiligenberges (polnisch Góra Wszystkich Świętych). Nachbarorte sind Nowy Dzikowiec (Neu Ebersdorf) und Dzikowiec (Ebersdorf) im Nordosten, Czerwienczyce (Rothwaltersdorf) im Südosten, Bożków (Eckersdorf) im Süden, Ścinawka Średnia (Mittelsteine) im Südwesten, Ścinawka Górna (Obersteine) und Bieganówek (Neu Biehals) im Westen sowie Bieganów (Biehals) und Włodowice (Walditz) im Nordwesten.

## Geschichte
Erstmals urkundlich erwähnt wurde „Slegilisdorf“ um das Jahr 1330. Weitere Schreibweisen waren Slegelsdorf (1337), Schlegelsdorf (1396) und zum Slegil (1407). Die erste Erwähnung der Pfarrkirche, die zum Dekanat Glatz und damit zur Erzbistum Prag gehörte, stammt aus dem Jahre 1384. Es gehörte zur böhmischen Grafschaft Glatz und gelangte nach dem Ersten Schlesischen Krieg 1742 und endgültig mit dem Hubertusburger Frieden 1763 an Preußen. Nach der Neugliederung Preußens gehörte es ab 1815 zur Provinz Schlesien, die in Landkreise aufgeteilt wurde. 1816–1853 war der Landkreis Glatz, 1854–1932 der Landkreis Neurode zuständig. Nach dessen Auflösung 1933 gehörte Schlegel bis 1945 wiederum zum Landkreis Glatz. Seit 1874 bildete die Landgemeinde Schlegel zusammen mit dem Gutsbezirk Schlegel den gleichnamigen Amtsbezirk. Durch die Entdeckung der Kohlevorkommen und die Zunahme der Weberei entwickelte sich Schlegel im Laufe des 18. Jahrhunderts zu einem industriereichen Dorf. 1902 erhielt es Bahnanschluss an der Eulengebirgsbahn.
Als Folge des Zweiten Weltkrieges fiel Schlegel 1945 mit dem größten Teil Schlesiens an Polen und wurde zunächst in „Szlagów“ und 1947 in „Słupiec“ umbenannt. Die deutsche Bevölkerung wurde, soweit sie nicht schon vorher geflohen war, zum größten Teil 1945–1946 vertrieben. Die neu angesiedelten Bewohner waren zum Teil Heimatvertriebene aus Ostpolen, das an die Sowjetunion gefallen war. Zahlreiche deutsche Bergarbeiterfamilien wurden zurückgehalten, da sie vor allem als Fachkräfte in den Kohlegruben benötigt wurden. Die meisten von ihnen konnten Ende der 1950er Jahre im Wege der Familienzusammenführung in die Bundesrepublik Deutschland ausreisen. 1959 wurde Słupiec zur stadtartigen Siedlung, 1967 zur selbständigen Stadt erhoben. 1973 wurde Słupiec in die Stadt Nowa Ruda eingemeindet.

### Gutsherrschaft
Die Gutsherrschaft Schlegel entwickelte sich aus mehreren Ritter- und Freirichtergütern. Die ersten bekannten Grundbesitzer waren die Rachenauer, deren Besitz 1474 an die Familie von Czeschau überging. Nachfolger waren ab 1494 die Herren von Pannwitz. 1585 wechselte der Besitz an Absalon von Donig. Dessen Sohn Georg von Donig verkaufte Schlegel an die Herren von Logau, die es jedoch wegen Parteinahme für die protestantischen böhmischen Aufständischen nach der Schlacht am Weißen Berge verloren. Die Logauschen Güter gingen 1628 an den kaiserlichen Hauptmann Karl Freiherr von Strasolde, der sie schon ein Jahr später an Angelo de Morgante verkaufte. Die Freiherren von Morgante erbauten 1685 ein Schloss, das die nachfolgenden Besitzer, die Grafen von Pilati, im 19. Jahrhundert erweiterten und das sie bis 1945 besaßen. Nach dem Zweiten Weltkrieg wurde es dem Verfall preisgegeben.

### Kohle- und Basaltförderung

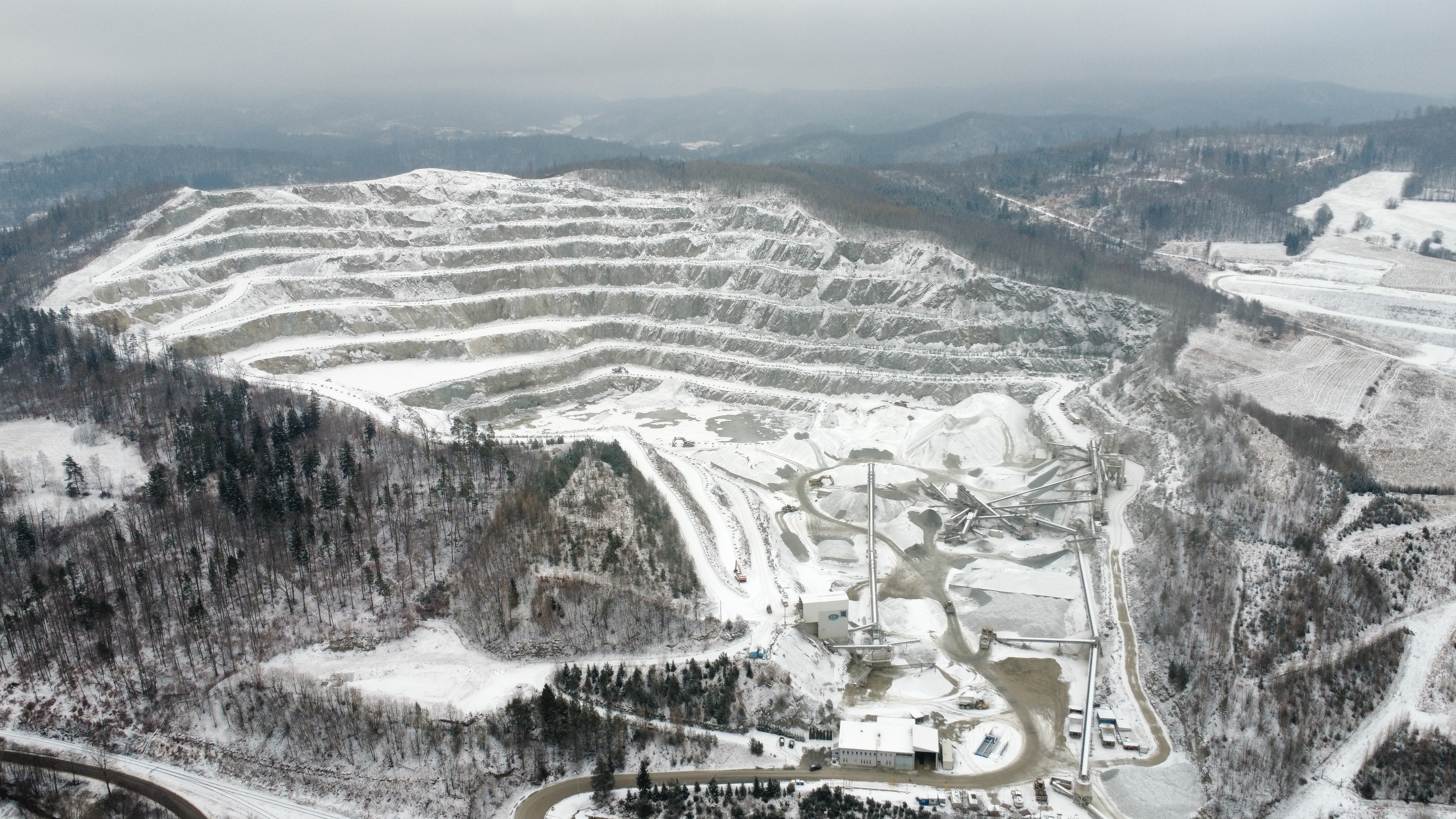
Basaltsteinbruch

Seit 1641 ist die Kohleförderung bekannt. Die „Johann-Baptista-Grube“ wurde vor 1742 gegründet. Im letzten Viertel des 19. Jahrhunderts wurde auch feuerfester Schieferton gefördert. 1901 wurden die Gruben der Umgebung zur „Gewerkschaft Neuroder Kohlen- und Tonwerke“ vereinigt. Nach Entdeckung neuer Kohlevorkommen begann 1962 ein weiterer Ausbau der Förderung. Nördlich der Stadt befindet sich ein Steinbruch für Gabbro-Basalt, der u. a. für den Bau von Straßen verwendet wird.

## Sehenswürdigkeiten
- Die römisch-katholische Pfarrkirche St. Katharina (Kościół Św. Katarzyny) wurde 1885–1887 nach Entwurf des evangelischen Baumeisters Bernhard aus Nimptsch aus rotem Sandstein des Allerheiligenberges erbaut. Die neugotische Innenausstattung entwarf der aus Schlaney stammende Architekt Joseph Elsner. Hochaltar, Seitenaltäre, Kanzel, Kommunionbank und Chorstühle wurden in seiner Münchner „Werkstatt für Kirchliche Kunst“ gefertigt. Außen, am nordwestlichen Strebepfeiler unter dem Dach, ist ein steinerner Wolfskopf eingemauert, der von Vorgängerbauten übernommen worden sein soll. Da solche Darstellungen im 12. Jahrhundert verbreitet waren, wird vermutet, dass hier zu dieser Zeit schon eine steinerne Kirche stand. Die Pfarrei Schlegel umfasste auch die Kolonien Fohler, Kirchberg, Neusorge, Hinterberg, Wolfswinkel, Wiesental, Neuhinterberg, Theresienfeld, Goldgraben, Grube, Leppelt, Oberberg und Steinwiesen.
- Die Filialkirche Maria Schmerzensmutter (Kościół pw. MB Bolesnej) auf dem 648 m hohen Allerheiligenberg (Góra Wszystkich Świętych) wurde 1680 von Johann de Morgante, Erbherr auf Schlegel, als Dank für die Verschonung von der Pest errichtet und 1750 und 1812 erweitert. Die Fresken schuf 1849 Wilhelm Hauschild, das Hauptaltarbild „Der Leichnam Jesu auf dem Schoß Mariens“ Aloys Richter. Beide Künstler sind in Schlegel geboren und waren erfolgreiche Historienmaler in München. Die Fresken, Altar- und Kreuzwegbilder renovierte 1903 der ebenfalls aus Schlegel stammende Kunstmaler Oswald Völkel zusammen mit seinem Vater. Nach dem Zweiten Weltkrieg wurde die Kirche dem Verfall preisgegeben. Nach der politischen Wende von 1989 wurde das Gotteshaus in den Jahren 1994–2000 wieder aufgebaut.
- Die Gemälde für die 16 Stationen des Kreuzweges, der von Schlegel auf den Allerheiligenberg führt, malte Wilhelm Hauschild in den Jahren 1868 bis 1870.
- Der auf dem Allerheiligenberg stehende Aussichtsturm aus rotem Sandstein, bekrönt mit offener Galerie und einem Relief des Marschalls Helmuth Karl Bernhard von Moltke über dem Eingang, wurde 1913 vom Glatzer Gebirgsverein und der Familie von Moltke erbaut.
- An der ul. Słupiecka Nr. 42 kann das Haus des Theologen und Heimatchronisten Joseph Wittig besichtigt werden. Es ist als Museum eingerichtet.

## Persönlichkeiten
- Wilhelm Hauschild (1827–1887), Historienmaler
- Oswald Völkel (1873–1952), Maler und Freskant
- Joseph Wittig (1879–1949), Theologe, Schriftsteller und Heimatforscher
- Max Klesse (1896–1963), Arzt und Widerstandskämpfer gegen den Nationalsozialismus
- Horst Stephan (* 1938), Pädagoge und Fachdidaktiker